# Amine Zouhzouh
Amine Zouhzouh (en arabe : أمين زحزوح) surnommé Zahzouh, né le 11 août 2000 à M'diq (Maroc), est un footballeur marocain qui joue au poste de milieu de terrain à Al-Wakrah SC.

## Biographie

### En club
Amine Zouhzouh intègre dès son plus jeune âge l'Académie Mohammed VI de football, avant de poursuivre sa carrière junior à Angers SCO. Indésirable en France, il retourne au Maroc six mois plus tard pour signer son premier contrat professionnel à l'US Touarga, club associé de l'Académie Mohammed VI et évoluant en D2 marocaine.
Parvenant à finir la saison 2021-2022 en tant que vice-champion de la D2 marocaine, l'US Touarga assure une montée en Botola Pro pour la saison qui suit. Le 2 septembre 2022, Zouhzouh dispute son premier match en Botola Pro en étant titularisé par son entraîneur Tarik Sektioui contre le DH El Jadida(défaite, 1-0). Le 28 décembre, il inscrit son premier but en première division contre le JS Soualem sur une passe décisive de Hicham Khaloua (victoire, 2-1). Le 20 juin 2023, en fin de saison, il inscrit un doublé contre le Mouloudia d'Oujda (victoire, 3-1).
Le 13 juillet 2023, Amine Zouhzouh s'engage à l'AS FAR pour la durée de trois saisons. Le 20 août 2023, il dispute son premier match de Ligue des champions contre l'ASKO Kara en remplaçant Lamine Diakité à la mi-temps (victoire, 0-1). Dix jours plus tard, il reçoit sa première titularisation en championnat contre le SC Chabab Mohammédia (victoire, 2-0). Le 30 septembre, il inscrit son premier but avec le club en Ligue des champions contre l'Étoile sportive du Sahel (défaite, 1-2). Plus tard dans la saison, il inscrit un triplé en championnat contre l'US Touarga (victoire, 3-0). Zouhzouh termine la saison 2023-2024 vice-champion du Maroc avec dix buts inscrits et neuf passes décisives délivrées toutes compétitions confondues. Par la même occasion, il s'octroie le statut de « révélation de la saison » par la presse européenne,,,,.

### En sélection
Lors de la trêve internationale de juin 2024, il est présélectionné par Walid Regragui avec le Maroc pour des matchs d'éliminatoires à la Coupe du monde 2026 contre la Zambie et le Congo. Il ne figure finalement pas sur la liste finale.
En juin 2025, il rejoint pour la première fois l'équipe du Maroc de Walid Regragui pour remplacer Brahim Díaz, forfait pour deux matchs amicaux contre la Tunisie et le Bénin à Fès,. 

## Style de jeu
Zahzouh, droitier de formation, se distingue par un style de jeu technique et polyvalent. Jouant un rôle clé pour son équipe, il est très fin techniquement, maîtrisant dribbles, contrôles et passes, ce qui déstabilise les défenses adverses et crée des opportunités. Il excelle également dans les coups de pied arrêtés, rendant chaque phase statique une potentielle menace. Avec une grande efficacité offensive et une vision de jeu remarquable, Zahzouh est capable de marquer et de délivrer des passes décisives.

## Statistiques

### Statistiques détaillées
| Saison                | Club                  | Championnat           | Championnat | Championnat | Championnat | Coupe(s) nationale(s) | Coupe(s) nationale(s) | Coupe(s) nationale(s) | Compétition(s) continentale(s) | Compétition(s) continentale(s) | Compétition(s) continentale(s) | Compétition(s) continentale(s) | Maroc | Maroc | Maroc | Total | Total | Total |
| Saison                | Club                  | Division              | M.          | B.          | P.d.        | M.                    | B.                    | P.d.                  | Comp.                          | M.                             | B.                             | P.d.                           | M.    | B.    | P.d.  | M.    | B.    | P.d.  |
| 2019-2020             | US Touarga            | Botola Pro2           | 6           | 1           | 0           | -                     | -                     | -                     | -                              | -                              | -                              | -                              | -     | -     | -     | 6     | 1     | 0     |
| 2020-2021             | US Touarga            | Botola Pro2           | 21          | 7           | 1           | -                     | -                     | -                     | -                              | -                              | -                              | -                              | -     | -     | -     | 21    | 7     | 1     |
| 2021-2022             | US Touarga            | Botola Pro2           | 19          | 6           | 3           | -                     | -                     | -                     | -                              | -                              | -                              | -                              | -     | -     | -     | 19    | 6     | 3     |
| 2022-2023             | US Touarga            | Botola Pro            | 22          | 8           | 5           | -                     | -                     | -                     | -                              | -                              | -                              | -                              | -     | -     | -     | 22    | 8     | 5     |
| Sous-total            | Sous-total            | Sous-total            | 68          | 22          | 9           | -                     | -                     | -                     | -                              | -                              | -                              | -                              | -     | -     | -     | 68    | 22    | 9     |
| 2023-2024             | AS FAR                | Botola Pro            | 29          | 9           | 9           | -                     | -                     | -                     | C1                             | 4                              | 1                              | 0                              | -     | -     | -     | 33    | 10    | 9     |
| Sous-total            | Sous-total            | Sous-total            | 29          | 9           | 9           | -                     | -                     | -                     | -                              | 4                              | 1                              | 0                              | -     | -     | -     | 33    | 10    | 9     |
| Total sur la carrière | Total sur la carrière | Total sur la carrière | 97          | 31          | 18          | -                     | -                     | -                     | -                              | 4                              | 1                              | 0                              | 0     | 0     | 0     | 101   | 32    | 18    |

### Matchs internationaux
Le tableau suivant liste les rencontres de l'équipe du Maroc dans lesquelles Amine Zouhzouh a été sélectionné depuis le 9 juin 2025 jusqu'à présent :

## Palmarès

### En club
US Touarga
- Botola Pro2 :
  - Vice-champion : 2022.

 AS FAR
- Botola Pro :
  - Vice-champion : 2024.
- Coupe du Trône :
  - Finaliste : 2022-23.

### Distinctions individuelles
- 2024 : Élu joueur du mois de mars de l'AS FAR[17]
- 2024 : Élu joueur du mois d'avril en Botola Pro[réf. nécessaire]
- 2024 : Vainqueur du prix du meilleur espoir de Botola Pro de la saison[18]